# Stu Cook
Stu Cook (născut Stuart Alden Cook pe 25 aprilie 1945 în Oakland, California) a cântat la chitară bas în trupa americană de rock, Creedence Clearwater Revival .
Cook și Doug Clifford au format mai târziu grupul Creedence Clearwater Revisited în 1995 .